# Сансаль
Сансаль (фр. Semsales) — громада  в Швейцарії в кантоні Фрібур, округ Вевез.

## Географія
Громада розташована на відстані близько 60 км на південний захід від Берна, 31 км на південний захід від Фрібура.
Сансаль має площу 29,4 км², з яких на 3,4% дозволяється будівництво (житлове та будівництво доріг), 46,5% використовуються в сільськогосподарських цілях, 48,1% зайнято лісами, 1,9% не є продуктивними (річки, льодовики або гори).

## Демографія
2019 року в громаді мешкало 1435 осіб (+19,3% порівняно з 2010 роком), іноземців було 13,2%. Густота населення становила 49 осіб/км².
За віковим діапазоном населення розподілялося таким чином: 24,4% — особи молодші 20 років, 59,1% — особи у віці 20—64 років, 16,5% — особи у віці 65 років та старші. Було 582 помешкань (у середньому 2,4 особи в помешканні).
Із загальної кількості 479 працюючих 54 було зайнятих в первинному секторі, 181 — в обробній промисловості, 244 — в галузі послуг.